# Мадонна с Младенцем и четырьмя ангелами (картина фра Бартоломео)
«Мадонна с Младенцем и четырьмя ангелами» (итал. Madonna col Bambino e quattro angeli) — картина итальянского живописца эпохи Возрождения фра Бартоломео из собрания Государственного Эрмитажа в Санкт-Петербурге.
На картине изображена Мадонна с Младенцем на руках. За Её спиной с обеих сторон изображено по два ангела, причём один с каждой стороны играет на лютне. Над головой Мадонны картуш с надписью и датой (в две строки): MATER DEI / 1515 (Матерь Божья). Слева внизу подпись художника (в две строки): BART FLORN’ • ORD • / ṔDICATORVM (Барт[оломео] Флорен[тиец] орд[ен] Проповедников). Справа внизу полустертая подпись-аббревиатура: B•Ō•Ṕ / F.
Как следует из авторской надписи картина написана в 1515 году. Её ранняя история не установлена. В начале XVIII века картина принадлежала маркизу дю Шатель в Париже. Затем её приобрёл знаменитый коллекционер, барон Пьер Кроза. В каталоге 1740 года его собрания картина, несмотря на авторскую подпись, значилась работой Бартоломео Скедони, который жил значительно позднее указанной на картине даты. Однако в 1763 году с неё была снята гравюра Ш. Симмоно и уже там авторство было указано верно. После смерти Пьера Кроза коллекцию унаследовал его племянник Луи Антуан Кроза, барон Тьер. В 1772 году коллекция барона Тьера, включая и «Мадонну» фра Бартоломео, была выкуплена императрицей Екатериной II и поступила в Картинную галерею Императорского Эрмитажа .
Картина экспонируется в здании Большого (Старого) Эрмитажа в зале 211.
Картина была написана на дереве, однако в 1872 году реставратором Н. Сидоровым ради дальнейшей сохранности она была переведена на холст, что было обычной практикой того времени. При переводе с дерева на холст авторский грунт не был сохранён, в результате чего живопись сильно пострадала.
Ведущий научный сотрудник отдела западноевропейского искусства Эрмитажа Т. К. Кустодиева указывала, что фигура Мадонны восходит к типу «Мадонны Смирения», имеющему византийское происхождение. Она же отмечала, что в Кабинете рисунков Галереи Уффици имеется два подготовительных наброска к эрмитажной картине.
Ряд исследователей писали, что изображение «Мадонны с Младенцем» является вариантом фресок, выполненных фра Бартоломео в 1514 году в монастыре (ныне музее) Сан-Марко во Флоренции и приюте Санта-Маддалена в Пьян ди Муньоне. Кроме того, в собрании музея Сан-Марко имеются два тондо работы фра Бартоломео стилистически очень близких, причем фигура Младенца с одного из них практически полностью идентична фигуре Младенца эрмитажной картины. Основным отличием от указанных работ является то, что на фресках и тондо Младенец показан прильнувшим к щеке Мадонны, а на эрмитажной картине они мало того что отстранены друг от друга, но и взгляды их разнонаправленны; Т. К. Кустодиева писала, что «это величавое движение придаёт картине совсем иное звучание: Мария здесь не столько мать, сколько владычица, прославляемая окружающими Её ангелами». Выдающийся знаток Г. Ф. Вааген считал, что фра Бартоломео в своих произведениях испытал влияние школы Леонардо да Винчи; он же с сожалением констатировал плохую физическую сохранность картины.